# Entreat
Albums de The Cure
Disintegration
(1989) Mixed Up
(1990)
Entreat est le second album live du groupe The Cure d'abord sorti le 11 septembre 1990 en édition limitée. Le disque était offert dans certains magasins dans le cadre d'une opération commerciale en France et au Royaume-Uni.
Vite épuisé et devant la multiplication des bootlegs, l'album est réédité en mars 1991,.
Entreat comprend seulement huit titres, tous tirés de l'album Disintegration, enregistrés en public les 22, 23 et 24 juillet 1989 à la Wembley Arena.
La plupart des chansons étaient déjà apparues en face B des singles Lullaby (version américaine) et Pictures of You.
Le 24 mai 2010 une nouvelle version titrée Entreat Plus est disponible dans la réédition remastérisée de Disintegration. Augmentée de quatre chansons l'album présente ainsi l'intégralité de Disintegration joué en live.
Entreat Plus est également disponible indépendamment en double vinyle.

## Liste des titres
Tous les titres sont écrits par Robert Smith et composés par Simon Gallup, Roger O'Donnell, Robert Smith, Porl Thompson, Laurence Tolhurst et Boris Williams.
| CD original | CD original        | CD original | CD original | CD original | CD original | CD original | CD original | CD original | CD original |
| No          | Titre              | Durée       |             |             |             |             |             |             |             |
| ----------- | ------------------ | ----------- | ----------- | ----------- | ----------- | ----------- | ----------- | ----------- | ----------- |
| 1.          | Pictures of You    | 7:08        |             |             |             |             |             |             |             |
| 2.          | Closedown          | 4:23        |             |             |             |             |             |             |             |
| 3.          | Last Dance         | 4:41        |             |             |             |             |             |             |             |
| 4.          | Fascination Street | 5:20        |             |             |             |             |             |             |             |
| 5.          | Prayers for Rain   | 4:49        |             |             |             |             |             |             |             |
| 6.          | Disintegration     | 7:41        |             |             |             |             |             |             |             |
| 7.          | Homesick           | 6:49        |             |             |             |             |             |             |             |
| 8.          | Untitled           | 6:33        |             |             |             |             |             |             |             |
| 47:22       |                    |             |             |             |             |             |             |             |             |

| Entreat Plus | Entreat Plus               | Entreat Plus | Entreat Plus | Entreat Plus | Entreat Plus | Entreat Plus | Entreat Plus | Entreat Plus | Entreat Plus |
| No           | Titre                      | Durée        |              |              |              |              |              |              |              |
| ------------ | -------------------------- | ------------ | ------------ | ------------ | ------------ | ------------ | ------------ | ------------ | ------------ |
| 1.           | Plain Song                 | 5:19         |              |              |              |              |              |              |              |
| 2.           | Pictures of You            | 7:04         |              |              |              |              |              |              |              |
| 3.           | Closedown                  | 4:22         |              |              |              |              |              |              |              |
| 4.           | Lovesong                   | 3:24         |              |              |              |              |              |              |              |
| 5.           | Last Dance                 | 4:37         |              |              |              |              |              |              |              |
| 6.           | Lullaby                    | 4:14         |              |              |              |              |              |              |              |
| 7.           | Fascination Street         | 5:10         |              |              |              |              |              |              |              |
| 8.           | Prayers for Rain           | 4:50         |              |              |              |              |              |              |              |
| 9.           | The Same Deep Water As You | 10:03        |              |              |              |              |              |              |              |
| 10.          | Disintegration             | 7:54         |              |              |              |              |              |              |              |
| 11.          | Homesick                   | 6:47         |              |              |              |              |              |              |              |
| 12.          | Untitled                   | 6:45         |              |              |              |              |              |              |              |
| 69:26        |                            |              |              |              |              |              |              |              |              |

## Composition du groupe
- Robert Smith : guitare, voix, basse six cordes
- Simon Gallup : basse
- Porl Thompson : guitare
- Boris Williams : batterie
- Roger O'Donnell : claviers

## Classements hebdomadaires
| Classement (1991)             | Meilleure place |
| ----------------------------- | --------------- |
| Allemagne (Media Control AG)  | 15              |
| Australie (ARIA)              | 25              |
| Autriche (Ö3 Austria Top 40)  | 19              |
| France (IFOP)                 | 44              |
| Nouvelle-Zélande (RIANZ)      | 8               |
| Pays-Bas (Mega Album Top 100) | 88              |
| Royaume-Uni (UK Albums Chart) | 10              |
| Suisse (Schweizer Hitparade)  | 31              |